# Brian Bernaola
Brian Robert Edson Bernaola Acosta (Ica, Provincia de Ica, Perú, 17 de enero de 1995) es un futbolista peruano. Juega como defensa central y su equipo actual es Santos de la Liga 2 de Perú. Tiene 30 años.

## Trayectoria
En 2012 se probó en el FC Twente. 
Bernaola debutó bajo el mando de Daniel Ahmed en el 2015, jugando solo 3 partidos. En el segundo semestre de aquel año pasa a préstamo al Deportivo Municipal, donde tendría más oportunidades, jugando 13 partidos. Consiguió clasificar a la Copa Sudamericana 2016.
En su vuelta en el 2016 a Sporting Cristal, jugó 11 partidos, siendo habitual suplente de Jorge Cazulo y Luis Abram.
En el 2017 vuelve a ser cedido a préstamo, esta vez al Sport Rosario, club con el que cumple buenas actuaciones y consigue una sorprendente clasificación a la Copa Sudamericana 2018.
En el 2019 ficha por el Carlos A. Mannucci. En el 2020 desciende de categoría con Atlético Grau. Al siguiente año vuelve a descender con Alianza Universidad.

## Clubes
| Club                | País | Año       |
| ------------------- | ---- | --------- |
| Sporting Cristal    | Perú | 2014-2015 |
| Deportivo Municipal | Perú | 2015      |
| Sporting Cristal    | Perú | 2016      |
| Sport Rosario       | Perú | 2017      |
| Sporting Cristal    | Perú | 2018      |
| Carlos A. Mannucci  | Perú | 2019      |
| Deportivo Coopsol   | Perú | 2019      |
| Atlético Grau       | Perú | 2020      |
| Alianza Universidad | Perú | 2021      |
| Unión Huaral        | Perú | 2022      |
| Deportivo Coopsol   | Perú | 2023      |
| San Marcos          | Perú | 2024      |
| Santos              | Perú | 2025 -    |

## Palmarés

### Torneos cortos
| Título           | Club             | País | Año  |
| ---------------- | ---------------- | ---- | ---- |
| Torneo Clausura  | Sporting Cristal | Perú | 2016 |
| Torneo de Verano | Sporting Cristal | Perú | 2018 |
| Torneo Apertura  | Sporting Cristal | Perú | 2018 |

### Campeonatos nacionales
| Título                    | Club             | País | Año  |
| ------------------------- | ---------------- | ---- | ---- |
| Primera División del Perú | Sporting Cristal | Perú | 2014 |
| Primera División del Perú | Sporting Cristal | Perú | 2016 |